# Řenče
Řenče (deutsch: Rentsch) ist ein Ort in Tschechien und liegt im Okres Plzeň-jih. Am 28. August 2006 hatte Řenče 875 Einwohner.

## Geschichte
Die erste urkundliche Erwähnung von Řenče war im Jahr 1379.

## Sehenswürdigkeiten
- Festung Řenče (Tvrz Řenče)
- Kirche der Hl. Kyrill und Method

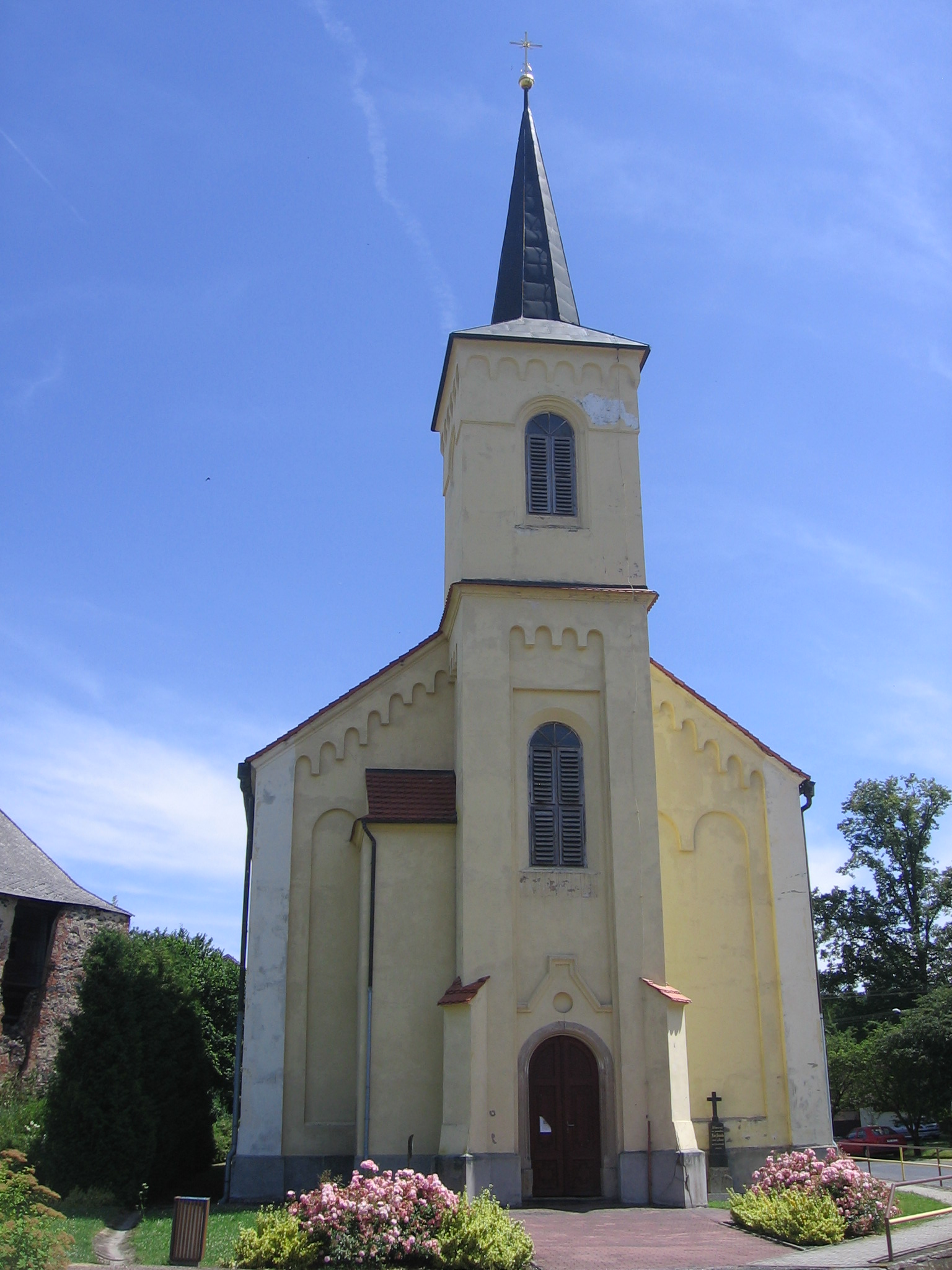
Kyrill-und-Method-Kirche
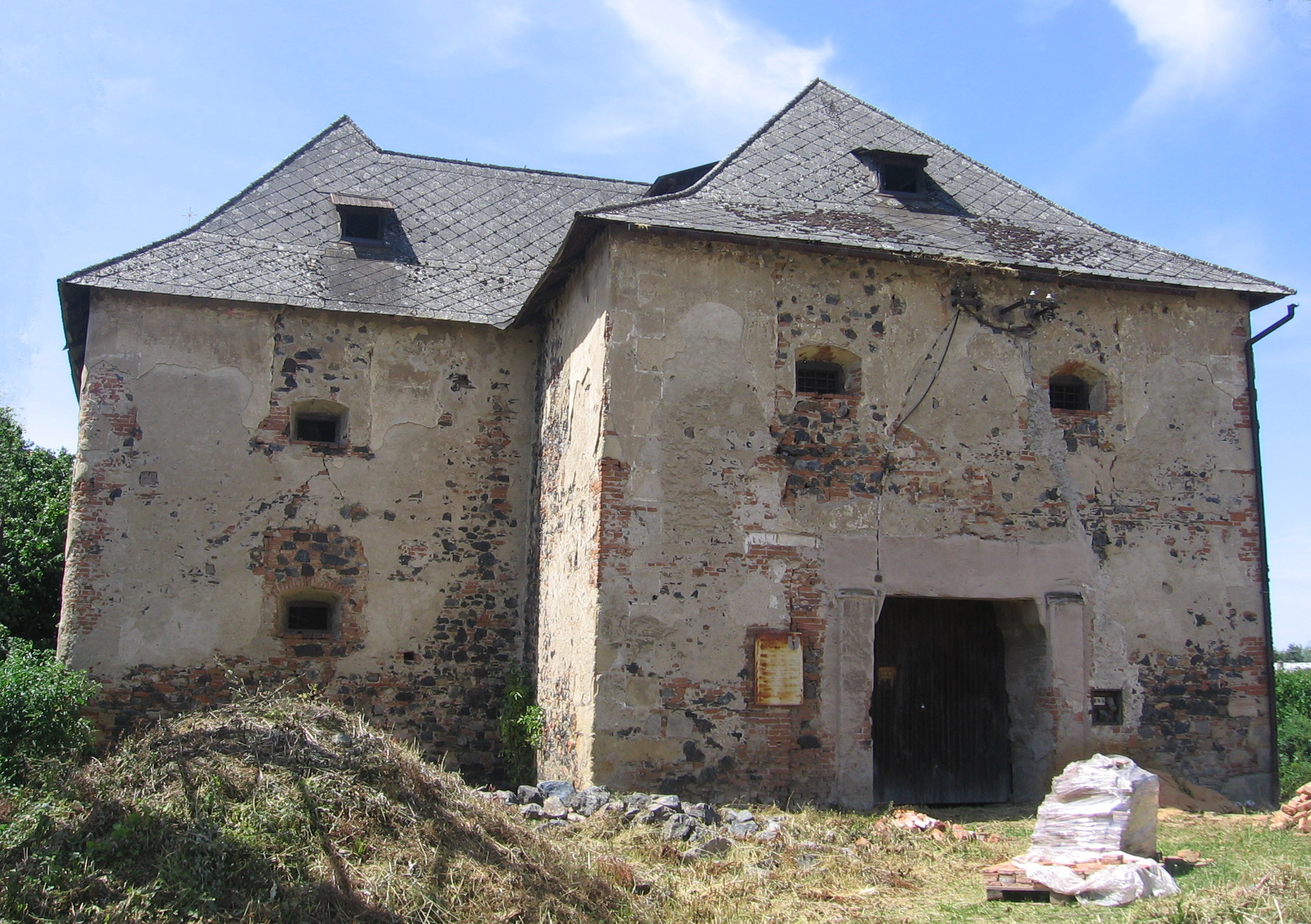
Die Festung

## Ortsteile
- Řenče (deutsch: Rentsch)
- Háje (deutsch: Hag)
- Knihy
- Libákovice
- Osek (deutsch: Wossek[2])
- Plevňov
- Vodokrty